# Puerto Carreño
Puerto Carreño là một khu tự quản thuộc tỉnh Vichada, Colombia. Thủ phủ của khu tự quản Puerto Carreño đóng tại Puerto Carreño Khu tự quản Puerto Carreño có diện tích 12410 ki lô mét vuông. Đến thời điểm ngày 28 tháng 5 năm 2005, khu tự quản Puerto Carreño có dân số 7059 người.